# Warhammer: Shadow of the Horned Rat
Warhammer: Shadow of the Horned Rat is een videospel dat werd ontwikkeld en uitgegeven door Mindscape. Het spel kwam in 1995 uit voor Microsoft Windows en de Sony PlayStation. Het spel is een realtime 3D slagveld. De Skaven (half-mens en half-rat) hebben een plan het koninkrijk aan te vallen. De speler speelt huurling commandant Morgan Bernhardt en moet dit plan blokkeren. Hij kan hierbij gebruikmaken van zijn zwaard, magie en wordt hierbij geadviseerd door zijn trouwe metgezel Paymaster Dietrich. Het perspectief van het spel is in de derde persoon. Het speelveld wordt isometrisch weergegeven. Het spel wordt bestuurd via de muis, toetsenbord of gamepad.

## Ontvangst
| Beoordeeld door             | Jaar | Platform    | Score |
| --------------------------- | ---- | ----------- | ----- |
| NowGamer                    | 1996 | PlayStation | 82%   |
| Computer Gaming World (CGW) | 1996 | Windows     | 80%   |
| Joystick (Frans)            | 1996 | Windows     | 79%   |
| PC Games (Duitsland)        | 1996 | Windows     | 79%   |
| PC Gameplay (Benelux)       | 1996 | Windows     | 77%   |
| PC Player (Duitsland)       | 1996 | Windows     | 76%   |
| Power Play                  | 1996 | Windows     | 75%   |
| GamePro (US)                | 1997 | PlayStation | 70%   |
| GameSpot                    | 1996 | Windows     | 68%   |
| Computer Games Magazine     | 1996 | Windows     | 40%   |